# Ligorio López
Ligorio López Altamirano (* 3. Juli 1933; † 31. August 1993) war ein mexikanischer Fußballspieler auf der Position des Stürmers.

## Biografie
Aufgrund der spärlichen Daten kann lediglich nachvollzogen werden, dass López in der Saison 1955/56 bei Atlante unter Vertrag stand und anschließend (von 1956 bis mindestens 1959) für Irapuato auf Torjagd ging.
Sein Debüt in der mexikanischen Nationalmannschaft feierte er in einem am 26. Februar 1956 ausgetragenen Spiel gegen Costa Rica (1:1), das im Rahmen der Panamerikanischen Meisterschaft ausgetragen wurde, bei der er in allen fünf Spielen der Mexikaner mitwirkte. Zwei weitere Länderspiele bestritt López im Oktober 1957 gegen Costa Rica, bei denen es um die Qualifikation zur WM 1958 ging. Die Ticos erwiesen sich als äußerst zäher Gegner und konnten im Hinspiel in Mexiko erst durch zwei späte Tore mit 2:0 besiegt werden. Das zweite Tor in der 86. Minute erzielte Ligorio López und ihm gelang auch der Führungstreffer im Rückspiel, das 1:1 endete. Somit war die WM-Teilnahme zu einem guten Teil seinen Toren zu verdanken. Dennoch war das am 27. Oktober 1957 in Costa Rica ausgetragene Spiel zugleich sein Abschied von der Nationalmannschaft. Zwar wurde er noch in den mexikanischen WM-Kader berufen, kam dort aber nicht zum Einsatz.